# ایتوندی
ایتوندی (به لاتین: Itondy) یک منطقهٔ مسکونی در ماداگاسکار است که در منابه واقع شده‌است. ایتوندی ۱۲٬۰۰۰ نفر جمعیت دارد و ۱۵۱ متر بالاتر از سطح دریا واقع شده‌است.